# Różeniec górski

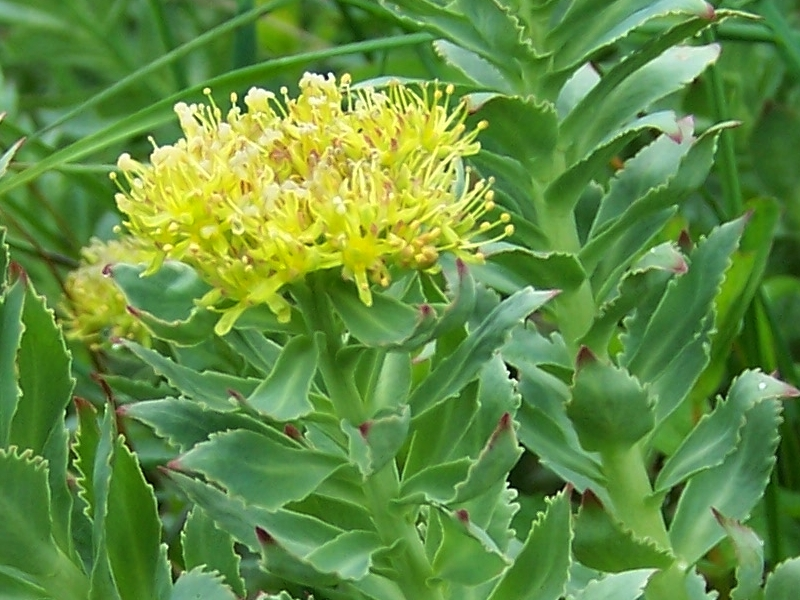
Kwitnący okaz męski

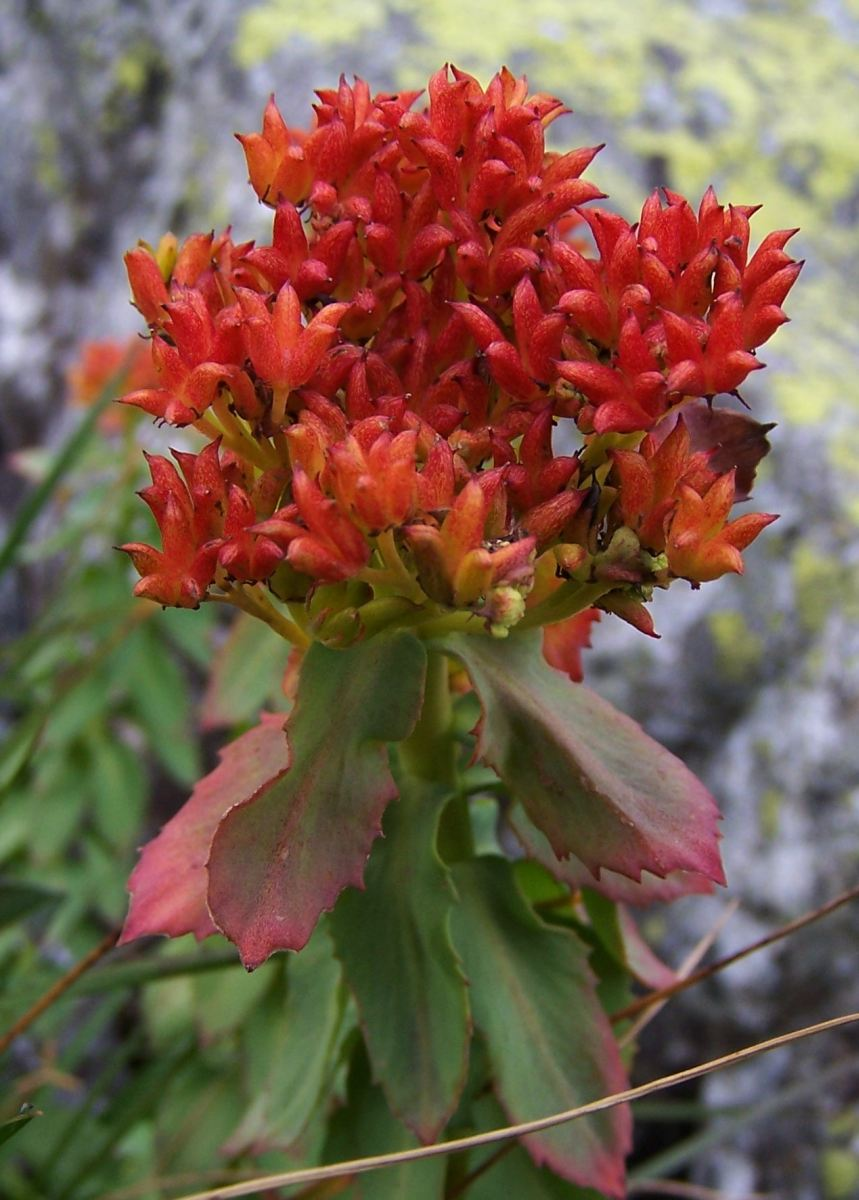
Dojrzewające mieszki

Różeniec górski (Rhodiola rosea L.) – gatunek rośliny z rodziny gruboszowatych. Występuje na całym obszarze wokółbiegunowym – w Ameryce Północnej, Europie, Azji. W Polsce występuje wyłącznie w Sudetach i Karpatach, tylko na terenie parków narodowych. Gatunek rodzimy. Inna popularna nazwa złoty korzeń.

## Morfologia
PokrójRoślina tworząca bujne kępy.
ŁodygaGruba, soczysta, okrągła, jasnozielonego koloru, nierozgałęziająca się. Osiąga wysokość do 40 cm. Kłącza bardzo grube, poskręcane. Zimują płytko pod ziemią, czasami nawet tuż nad ziemią. Po roztarciu mają charakterystyczny zapach, podobny do zapachu róż.
LiścieGrube, mięsiste, dolne jajowatego, górne lancetowatego kształtu, ostro zakończone, o ząbkowanych na szczycie brzegach. Pokryte grubą warstwą wosku, przy dotknięciu wydają się tłuste. Wyrastają skrętolegle na łodydze. Mają charakterystyczny sinozielony kolor, jesienią przebarwiają się na żółto i czerwono.
KwiatyDrobne kwiaty zebrane na szczycie pędów w kwiatostany zwane podbaldachami (są to nieprawidłowe baldachy). Roślina dwupienna. Na jednych okazach występują tylko kwiatostany żeńskie, na innych tylko męskie. Kwiaty żeńskie są zwykle pozbawione płatków korony, lub mają tylko drobne płatki oraz 1 lub 2 słupki. Kwiaty męskie mają 4 płatki korony, 4 działki kielicha i 8 pręcików. Płatki korony u różnych roślin mogą mieć różną barwę – od zielonej, poprzez żółtą do czerwonej. Roślina owadopylna, zapylana przez muchy.
OwocMieszek zawierający liczne ciemnobrunatne podługowato-jajowate nasiona.

## Biologia i ekologia
Bylina, geofit ryzomowy. Nasiona mogą być rozsiewane przez wiatr i wodę. Siedlisko: Występuje w ziołoroślach górskich, obrzeżach piargów, nad potokami górskimi, wśród skał, na niskich murawach. Gatunek arktyczno-alpejski, oreofit. Jego pionowy zasięg w Tatrach wynosi 2629 m n.p.m. (występuje na Lodowym Szczycie). Rośnie zarówno na podłożu granitowym, jak i wapiennym.

## Zastosowanie
- Roślina lecznicza: W związku z udowodnieniem korzystnych własności leczniczych[potrzebny przypis], rozpowszechnia się uprawa różeńca górskiego dla pozyskania surowca.
  - Surowiec zielarski: kłącze z korzeniami. Zawiera dużą ilość substancji czynnych: fenoloalkohol, glikozydy salidrozydu, rozarin, rozawin, rozin, liczne flawonoidy, fenolokwasy, kwasy organiczne (bursztynowy, cytrynowy, jabłkowy, szczawiowy), garbniki, tłuszcze, wosk, steryny, oksykumarynę, cukry[potrzebny przypis]. Z kłącza i korzeni wytwarza się nalewkę'
  - Działanie: pobudzające (podwyższa sprawność organizmu), wzmacniające i adaptogenne (zwiększa wytrzymałość organizmu na stres i inne niekorzystne czynniki środowiska, zwiększa odporność na choroby)[potrzebny przypis]
  - Zbiór i suszenie: u roślin uprawianych w 5-6 roku uprawy wykopuje się kłącze, tnie na drobniejsze kawałki, myje i suszy w temperaturze 50–80 °C[4].

W University of Pennsylvania i Frederiksberg University Hospital prowadzone są badania kliniczne nad zastosowaniem Rhodiola rosea w terapii depresji oraz nad wpływem Rhodiola rosea na ogólną sprawność psychofizyczną
W raporcie Europejskiej Agencji Leków z 2012 roku na temat literatury dotyczącej suszonego ekstraktu z Rhodiola rosea stwierdzono, że „Opublikowane badania kliniczne wykazują znaczne braki w ich jakości. Dlatego nie można zaakceptować ugruntowanego stosowania”.